# Amendola (stacja metra)
Amendola – stacja metra w Mediolanie, na linii M1. Znajduje się na piazza Giovanni Amendola, w Mediolanie i zlokalizowana jest pomiędzy stacjami Buonarroti a Lotto. Została otwarta w 1964.